# Silje Opseth
Silje Opseth (Ringerike, 28 aprile 1999) è una saltatrice con gli sci norvegese.

## Biografia
La Opseth, attiva in gare FIS dal dicembre del 2014, ha esordito in Coppa del Mondo il 4 dicembre 2015 a Lillehammer (37ª), ai Campionati mondiali a Lahti 2017, dove si è classificata 31ª nel trampolino normale e 5ª nella gara a squadre mista, e ai Giochi olimpici invernali a Pyeongchang 2018, piazzandosi 16ª nel trampolino normale. L'anno successivo ai Mondiali di Seefeld in Tirol 2019 ha vinto la medaglia di bronzo nella gara a squadre ed è stata 11ª nel trampolino normale.
Il 18 gennaio 2020 ha ottenuto a Zaō il primo podio in Coppa del Mondo (3ª), mentre il 20 febbraio 2021 ha conquistato la prima vittoria nella prova a squadre mista di Râșnov. Ai Mondiali di Oberstdorf 2021 ha vinto la medaglia d'argento nella gara a squadre mista, quella medaglia di bronzo nella gara a squadre e è classificata 6ª nel trampolino normale e 5ª nel trampolino lungo; l'anno dopo ai XXIV Giochi olimpici invernali di Pechino 2022 si è piazzata 6ª nel trampolino normale e 8ª nella gara a squadre mista, mentre ai Mondiali di Planica 2023 è stata 16ª nel trampolino lungo.

## Palmarès

### Mondiali
- 3 medaglie:
  - 1 argento (gara a squadre mista a Oberstdorf 2021)
  - 2 bronzi (gara a squadre a Seefeld in Tirol 2019; gara a squadre a Oberstdorf 2021)

### Mondiali juniores
- 2 medaglie:
  - 1 oro (gara a squadre mista a Kandersteg/Goms 2018)
  - 1 argento (gara a squadre mista a Lahti 2019)

### Coppa del Mondo
- Miglior piazzamento in classifica generale: 4ª nel 2021
- 29 podi (21 individuali, 8 a squadre):
  - 9 vittorie (7 individuali, 2 a squadre)
  - 11 secondi posti (8 individuali, 3 a squadre)
  - 9 terzi posti (6 individuali, 3 a squadre)

#### Coppa del Mondo - vittorie
| Data             | Località          | Nazione  | Trampolino                                                                           |
| ---------------- | ----------------- | -------- | ------------------------------------------------------------------------------------ |
| 20 febbraio 2021 | Râșnov            | Romania  | Valea Cărbunării HS97 (con Maren Lundby, Daniel-André Tande e Halvor Egner Granerud) |
| 5 marzo 2022     | Oslo Holmenkollen | Norvegia | Holmenkollen HS134                                                                   |
| 5 novembre 2022  | Wisła             | Polonia  | Malinka HS134                                                                        |
| 4 dicembre 2022  | Lillehammer       | Norvegia | Lysgårdsbakken HS140                                                                 |
| 8 gennaio 2023   | Sapporo           | Giappone | Ōkurayama HS134                                                                      |
| 3 febbraio 2023  | Willingen         | Germania | Mühlenkopf HS147 (con Anna Odine Strøm, Marius Lindvik e Halvor Egner Granerud)      |
| 13 marzo 2023    | Lillehammer       | Norvegia | Lysgårdsbakken HS140                                                                 |
| 4 febbraio 2024  | Willingen         | Germania | Mühlenkopf HS147                                                                     |
| 9 marzo 2024     | Oslo Holmenkollen | Norvegia | Holmenkollen HS134                                                                   |